# Jaume Serra Adrover
Mossèn Jaume Serra Adrover   (Llucmajor, 31 de desembre de 1934 - 12 de juny de 2023) fou un eclesiàstic i escriptor mallorquí.
Serra estudià al Seminari Conciliar de Sant Pere de Palma entre 1946 i 1956, i a l'Institut Teresià de Roma entre 1986 i 1988. El 1957, s'ordenà de prevere. Fou rector de la parròquia de Crist Rei de Manacor, Santanyí, Ses Salines, entre d'altres. És autor de les obres Ahir (1970), Mort de Mare (1981), Diari: 1980-82 (1982) i Mumare (1991), entre altres llibres.